# Balázs Berkes
Balázs Berkes (* 12. Oktober 1937 in Budapest) ist ein ungarischer Kontrabassist, Jazzmusiker und Hochschullehrer im Ruhestand.

## Leben
Berkes begann als Jugendlicher zunächst Cello zu spielen, wechselte später jedoch zum Kontrabass. Von 1958 bis 1962 studierte er Kontrabass bei Zoltán Tibay an der Franz-Liszt-Musikakademie. Bis 1978 arbeitete er in verschiedenen Ensembles des ungarischen Radios und war Mitglied des ungarischen Radio- und Fernsehtanzorchesters. Danach wirkte er lange Zeit bei der Gruppe Stúdió 11. Bei diesen Gruppen spielte er ebenfalls E-Bass. Neben der Arbeit bei Funk und Fernsehen wirkte er auch in anderen Formationen. Seit 1962 gab er regelmäßig Konzerte mit dem Pianisten György Vukán und ab 1964 im Quartett von Rudolf Tomsits, mit dem er auch international auftrat (z. B. beim Montreux Jazz Festival 1968 und bei Jazz in der Kammer 1970).
Ab 1980 bildeten Vukán und Berkes zusammen mit dem Schlagzeuger Imre Kőszegi die Gruppe Super Trio. 1990 folgte auf diese Gruppe das Creative Art Trio zusammen mit György Vukán und Elemér Balázs. Daneben kam es zur Zusammenarbeit mit ausländischen Musikern wie Jiggs Whigham, Albert Mangelsdorff, Stjepko Gut, Charles Tolliver und Annette Lowman.
Von 1993 bis zu seinem Ruhestand im Jahr 2007 unterrichtete Berkes an der Franz-Liszt-Musikakademie in Budapest im Jazzbereich.

## Diskographie (Auswahl)
- Stúdió 11: Stúdió 11. Qualiton, 1966
- Csík Gusztáv: És Együttese. Pepita, 1977
- The Super Trio: Together Alone. Krém, 1982
- Andor Kovács: Nuages – Felhők. Hungaroton, 1985
- The Super Trio (mit Dezső „Ablakos“ Lakatos): Birthday Party. Krém, 1987
- The Super Trio (mit Dezső „Ablakos“ Lakatos): Elliptic Dance. Timeless Records, 1991
- Márta Téli: Quiet Motion. 1994
- Berkes Balázs featuring the Creative Art Jazz Trio: Forever. Pannon Jazz, 1996
- Creative Art Trio: Blue in Red – Live. 2003